# Gråvingad inkatangara
Gråvingad inkatangara (Incaspiza ortizi) är en fågel inom ordningen tättingar som numera förs till familjen tangaror.

## Utbredning och systematik
Fågeln förekommer i arida områden i Anderna i västra Peru (övre Marañónprovinsen (Huánuco)). Den behandlas som monotypisk, det vill säga att den inte delas in i några underarter.

### Släktskap
Arterna i Incaspiza behandlades liksom ett antal finkliknande tangaror tidigare som en del av familjen fältsparvar (Emberizidae), då med svenska trivialnamnet inkafinkar. Genetiska studier visar dock att de är en del av familjen tangaror, i en grupp tillsammans med campostangaran (Porphyrospiza caerulescens) samt de tidigare Phrygilus-arterna sorgtangara, koltangara och lärktangara. 

## Status
IUCN kategoriserar arten som livskraftig.

## Namn
Fågeln kallades tidigare gråvingad inkafink, men namnet justerades av BirdLife Sveriges taxonomikommitté 2020 för att bättre återspegla familjetillhörigheten. Dess vetenskapliga artnamn ortizi hedrar den peruanske ornitologen Javier Ortíz de la Puente.